# Abaria helinatha
Abaria helinatha är en nattsländeart som beskrevs av Wolfram Mey 1998. Abaria helinatha ingår i släktet Abaria och familjen Xiphocentronidae. Inga underarter finns listade i Catalogue of Life.